# Marigny-l'Église
Marigny-l'Église är en kommun i departementet Nièvre i regionen Bourgogne-Franche-Comté i de centrala delarna av Frankrike. Kommunen ligger i kantonen Lormes som tillhör arrondissementet Clamecy. År 2022 hade Marigny-l'Église 276 invånare.

## Befolkningsutveckling
Antalet invånare i kommunen Marigny-l'Église
| Referens: INSEE |